# Africký pohár národů 1957
Africký pohár národů pořádaný Súdánem v roce 1957 byl 1. ročníkem Afrického poháru národů. Vítězem turnaje se stal Egypt který vyhrál nad Etiopii 4:0. Turnaje se měla účastnit i JAR, ale byla kvůli apartheidu vyloučena.

## Kvalifikace
Žádná kvalifikace na tento turnaj se nehrála, zúčastnit se mohly všechny týmy, které projevily zájem.

## Semifinále
| 10. únor 1957 |     |                              |                          |
| Súdán         | 1:2 | Egypt                        | Stade Municipal, Chartúm |
| Menzul 58'    |     | Ateya 21' (pen.) Al-Diba 72' | Stade Municipal, Chartúm |

| 10. únor 1957 |           |                       |  |
| Etiopie       | kontumace | Jihoafrická republika |  |
|               |           |                       |  |

## Finále
| 16. únor 1957                               |     |         |                          |
| Egypt                                       | 4:0 | Etiopie | Stade Municipal, Chartúm |
| Al-Diba ?' Al-Diba ?' Al-Diba ?' Al-Diba ?' |     |         | Stade Municipal, Chartúm |

## Branky
5 branek
- Mohamed El-Diab Attára

1 branka
- Manzul
- Raafat Ateya